# Waidblatt

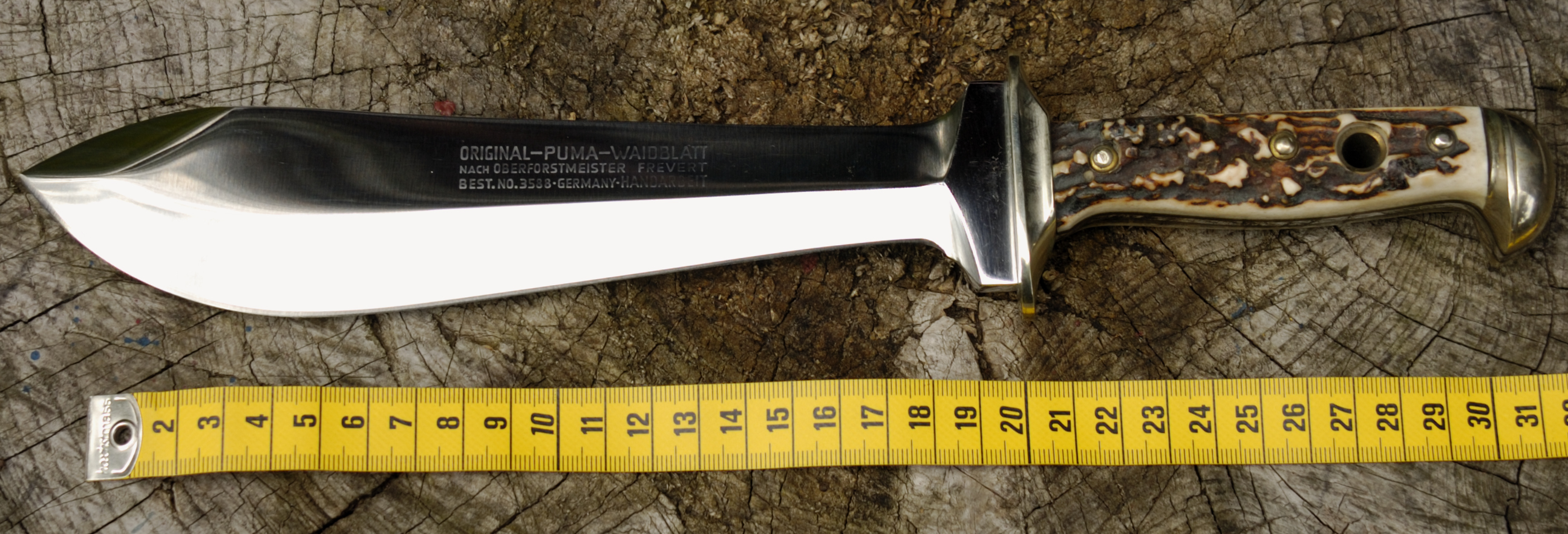
Waidblatt nach Oberforstmeister Frevert der Firma Puma, Seriennummer 20271

Das Waidblatt ist ein großes und schweres Jagdmesser, das geeignet ist, die Funktion des Jagdmessers, des Standhauers, des Hirschfängers und der Praxe auf sich zu vereinigen. Das Messer hat eine bis zu 30 cm lange, breite und schwere, leicht abgeschrägte oder abgerundete Klinge. Wegen der meist deutlich abgerundeten Spitze der modernen Ausführungen ist es zum Abfangen von schwerem Wild nur sehr eingeschränkt verwendbar.
Das Waidblatt wurde vor allem im Barock von den Mitgliedern eines Jagdtrosses zum Abschlagen von Ästen und Buschwerk, nicht jedoch zum Töten des Wildes verwendet. Obwohl das Waidblatt notfalls auch zum Töten („Abfangen“) geeignet ist, werden heute Schusswaffen (Kurzwaffe) zum Töten von verwundetem Wild vorgezogen (Gründe: Tierschutz, sicherer im Erfolg). Das „Abfangen“ mit der „kalten Waffe“ (Waidblatt, Hirschfänger, Nicker) erfordert Können und wird nur dann von versierten Personen vorgenommen, wenn der Schusswaffeneinsatz Risiken beinhaltet.
Es sind unterschiedliche Bauformen von verschiedenen Herstellern bekannt. In Kombination mit einem Jagdnicker wird das Waidblatt als Waidbesteck bezeichnet.